# Tyrnau (Autriche)
Tyrnau est une ancienne commune autrichienne du district de Weiz en Styrie.